# Wald bei Winhöring
Wald bei Winhöring (amtlich Wald b.Winhöring) ist ein Gemeindeteil der Gemeinde Pleiskirchen im oberbayerischen Landkreis Altötting. 

## Lage
Das Pfarrdorf Wald b. Winhöring liegt etwa drei Kilometer nordöstlich von Pleiskirchen an der Straße von Geratskirchen im Norden nach Winhöring im Süden.

## Geschichte
Der Ort wird 1326 zum ersten Mal erwähnt. Damals war Wald der Mittelpunkt einer großen Streusiedlung, der Obmannschaft „auf der Öggen“, aus der später die 1967 aufgelöste Gemeinde Eggen hervorging. Im Jahr 1721 gelangte es mit Winhöring in den Besitz des Grafen von Toerring zu Tüssling und Jettenbach.
Mit der Verwaltungsreform in Bayern erhielt es in der Folge des Gemeindeedikts von 1818 unter dem Namen Geratskirchen II den Status einer landgerichtlichen Gemeinde im Unterschied zur patrimonalgerichtlichen Gemeinde Geratskirchen I. Nach Aufhebung der Patrimonialgerichtsbarkeit in Geratskirchen I wurden die Gemeinden Geratskirchen I und II am 16. Dezember 1848 zur Gemeinde Geratskirchen vereinigt.
Die Gemeinde Geratskirchen wurde am 3. August 1956 in Wald b.Winhöring umbenannt. Mit der Auflösung der Gemeinde Eggen am 1. Januar 1967 im Zuge der Gebietsreform in Bayern erhielt Wald zunächst noch einen erheblichen Gebietszuwachs. Am 1. Januar 1972 wurde es jedoch in die oberbayerische Gemeinde Pleiskirchen eingegliedert.

## Sehenswürdigkeiten
Die Pfarrkirche Maria, Hilfe der Christen ist eine neuromanische, 1882 erbaute Anlage. Sie besitzt eine barocke Ausstattung. In kirchlicher Hinsicht ursprünglich Filiale von Winhöring, wurde Wald 1803 Schulbenefizium und 1897 zur Pfarrei erhoben. 

## Vereine
Vereine im Ort sind die Freiwillige Feuerwehr Wald b. Winhöring, Lindeschützen Wald, Frauenkreis Wald, Männerkongregation Wald, VdK Wald und KSK Wald.